# Jaroslav Sláma (1966)
Jaroslav Sláma (* 1. května 1966) je bývalý český fotbalista, obránce.

## Fotbalová kariéra
V české lize hrál za FC Union Cheb. Nastoupil ve 29 ligových utkáních a dal 1 gól. Ve druhé lize hrál za Sklo Union Teplice, FK Chmel Blšany a FC Chomutov.

## Ligová bilance
| Ročník                               | Zápasy | Góly | Klub               |
| ------------------------------------ | ------ | ---- | ------------------ |
| Česká národní fotbalová liga 1987/88 | 1      | 0    | Sklo Union Teplice |
| Česká národní fotbalová liga 1988/89 | 14     | 1    | Sklo Union Teplice |
| 2. česká fotbalová liga 1993/94      | -      | 3    | FK Chmel Blšany    |
| 2. česká fotbalová liga 1994/95      | -      | 1    | FK Chmel Blšany    |
| 1. česká fotbalová liga 1995/96      | 29     | 1    | FC Union Cheb      |
| 2. česká fotbalová liga 1996/97      | 18     | 0    | FK Chmel Blšany    |
| 2. česká fotbalová liga 2000/01      | 17     | 0    | FC Chomutov        |
| 2. česká fotbalová liga 2001/02      | 1      | 0    | FC Chomutov        |
| CELKEM 1. česká liga                 | 29     | 1    |                    |